# 幼稚子宫
幼稚子宫（infantile uterus），又称婴儿型子宫、或子宫发育不良，系双侧副中肾管形成后至青春发育期前任何时间，子宫停止发育，即可形成不同程度的子宫发育不全。
临床表现为月经量极少，初潮延时，痛经，不孕。身体体征中子宫体比正常小，宫颈相对较长，宫颈多呈锥形，外口小。子宫因宫壁肌肉发育不良，有时呈极度的前屈或后屈。